# Хрватска енциклопедија (ЛЗМК)
Хрватска енциклопедија, позната и као Хрватска општа енциклопедија (хрв. Hrvatska opća enciklopedija) општа је енциклопедија на хрватском језику, издана у периоду од 1999. до 2009. године у укупно једанаест томова. Издавач је Лексикографски завод „Мирослав Крлежа“. Садржи 67.077 чланака на преко 8.500 нумерисаних страница, што са осталим додацима чини укупно 9.320 страница.
Пробно издање се појавило 1994. године. Први том је изашао на Дан хрватске лексикографије, 5. маја 1999. године, а посљедњи је представљен 10. децембра 2009. године.

## Издања
|    | Чланци/слова | Главни уредник   | Година објављивања | Број страница | ISBN                   |
| -- | ------------ | ---------------- | ------------------ | ------------- | ---------------------- |
| 1  | A – Bd       | Далибор Брозовић | 1999.              | 674           | 953-6036-31-2          |
| 2  | Be – Da      | Далибор Брозовић | 2000.              | 723           | 953-6036-32-0          |
| 3  | Da – Fo      | Далибор Брозовић | 2001.              | 722           | 953-6036-33-9          |
| 4  | Fr – Ht      | Далибор Брозовић | 2002.              | 753           | 953-6036-34-7          |
| 5  | Hu – Km      | Аугуст Ковачец   | 2003.              | 725           | 953-6036-35-5          |
| 6  | Kn – Mak     | Аугуст Ковачец   | 2004.              | 786           | 953-6036-36-3          |
| 7  | Mal – Nj     | Аугуст Ковачец   | 2005.              | 814           | 953-6036-37-1          |
| 8  | O – Pre      | Славен Равлић    | 2006.              | 773           | 953-6036-38-X          |
| 9  | Pri – Sk     | Славен Равлић    | 2007.              | 842           | 953-6036-39-4 неважећи |
| 10 | Sl – To      | Славен Равлић    | 2008.              | 830           | . 978-953-6036-40-0.   |
| 11 | Tr – Ž       | Славен Равлић    | 2009.              | 859           | . 978-953-6036-41-7.   |